# Thorp Arch
Thorp Arch – wieś w Anglii, w hrabstwie ceremonialnym West Yorkshire, w dystrykcie metropolitalnym Leeds. Leży 20 km na północny wschód od centrum miasta Leeds i 280 km na północ od Londynu.